# أناتولي كريفولاب
أناتولي كريفولاب (بالأوكرانية: Анатолий Дмитрович Кryволап، من مواليد 11 سبتمبر 1946) هو فنان أوكراني، وأستاذ رسم غير تصويري وعضو كامل في الأكاديمية الوطنية للفنون في أوكرانيا.
يعتبر أناتولي كريفولاب أغلى فنان حديث في أوكرانيا. ففي 2011، بيعت لوحته «السهوب» بسعر قياسي للوحة أوكرانية خلال مزاد بنيويورك.

## سيرته الشخصية
تخرج في معهد كييف الحكومي للفنون (كلية الرسم) في 1976.
شارك أناتولي كريفولاب بنشاط في أنشطة المجموعة الفنية المعروفة في تاريخ الفن الأوكراني الحديث من 1993 إلى 1995.
حاز على جائزة تاراس شيفتشينكو الوطنية لأوكرانيا في 9 فبراير 2012. كُرم أناتولي كريفولاب ضمن ترشيح الفنون الجميلة عن عمله «دورة الدافع الأوكرانية» (والتي تضمنت 50 منظراً طبيعياً تجريدياً).
أصبح عضو في لجنة جائزة تاراس شيفتشينكو الوطنية في أوكرانيا منذ ديسمبر 2016.
صمم جداريات لكنيسة الشفاعة المرممة في ليبفكا، رايون ماكاريف، أوبلاست كييف في 2019-2023.

## معارضه الشخصية
- 1992 – معرض دونتي، نورمبرج، ألمانيا.[9]
- 1993 – معرض دارت، تولوز، فرنسا.[10]
- 1996 – معرض كاسباري، فورت، ألمانيا.[10]
- 2000 – معرض آرتيست، كييف.[10]
- 2000 – مركز سوفي للفنون للفن المعاصر، كييف.[10]
- 2003 – معرض الأشخاص، كييف.[10]
- 2004 – معرض كاراس، كييف.[11]
- 2005 – معرض كاراس، كييف.[12]
- 2006 – مركز سوفي للفنون للفن المعاصر، كييف.[13]
- 2011 – «المناظر الطبيعية في القرن الحادي والعشرين»، أونتو-آرت-غاليري، كييف.[14]
- 2012 – «الدافع الأوكراني». معرض ميرونوفا، كييف.[15]
- 2012-2013 – معرض دائم في أونتو-آرت-غاليري، كييف[16]